# Clay, Alabama
Clay är en stad (city) i Jefferson County, i delstaten Alabama, USA. Enligt United States Census Bureau har staden en folkmängd på 9 714 invånare (2011) och en landarea på 25,7 km².